# Anthidium christianseni
Anthidium christianseni är en biart som beskrevs av Mavromoustakis 1956. Anthidium christianseni ingår i släktet ullbin, och familjen buksamlarbin. Inga underarter finns listade i Catalogue of Life.